# Solenopsis brazoensis
Solenopsis brazoensis é uma espécie de formiga do gênero Solenopsis, pertencente à subfamília Myrmicinae.